# Paul Hawkins (pilote automobile)
Pour les articles homonymes, voir Hawkins et Paul Hawkins.
Robert Paul Hawkins (né le 12 octobre 1937 à Melbourne, mort le 26 mai 1969 à Oulton Park en Angleterre) est un pilote de course automobile australien.

## Biographie

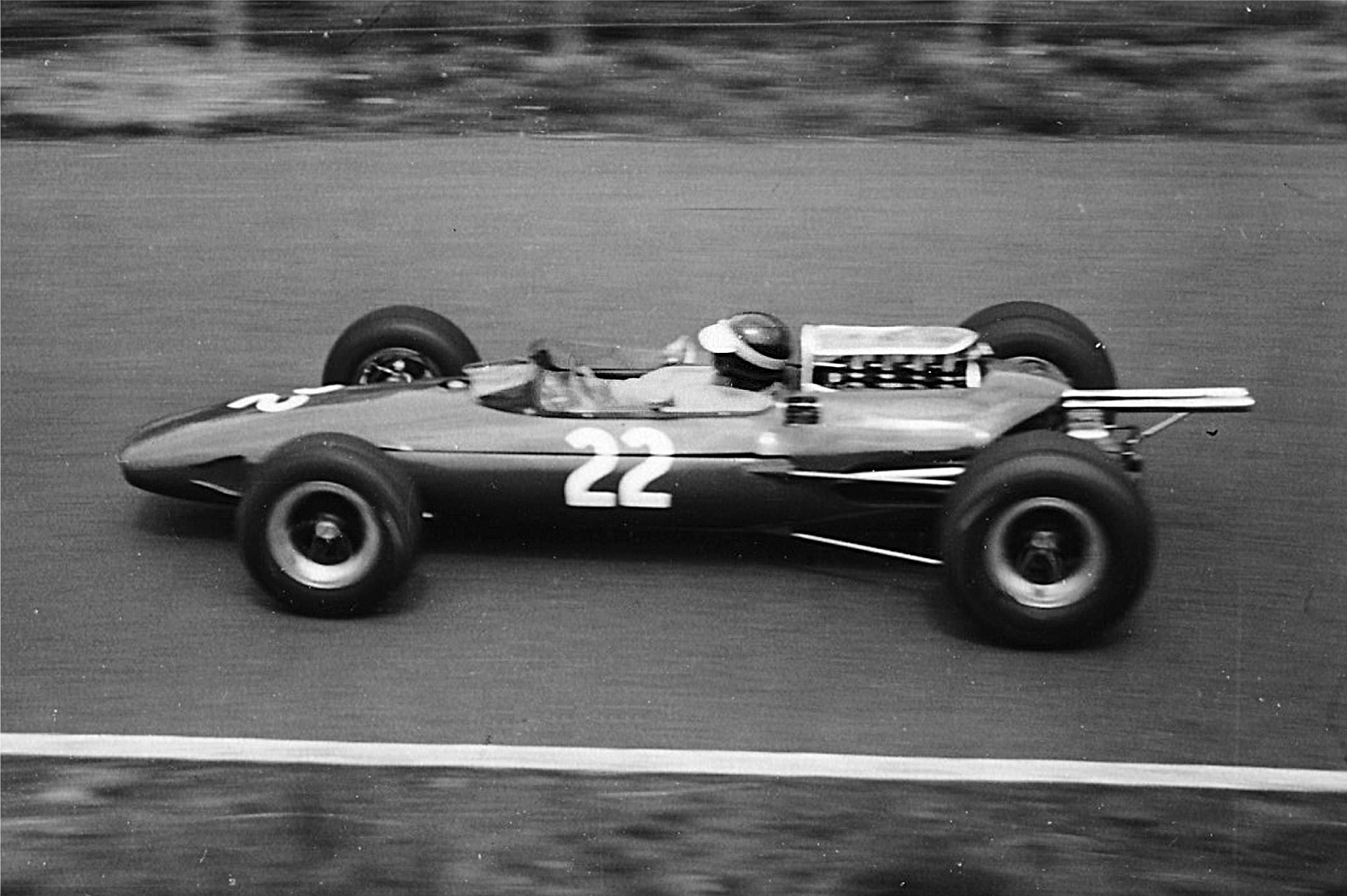
Paul Hawkins en 1965 au Nürburgring sur Lotus-Climax

Pilote anonyme en Formule 1, Paul Hawkins se lance avec succès dans les courses d'endurance à bord d'une Ford GT40 et d'une Lola T70s, qui lui permettent de démontrer son talent pendant les années 1968-1969, comme, dans les 1 000 kilomètres de Monza et les 24 Heures du Mans.
Il participe à 3 Grands Prix de Formule 1 comptant pour le championnat du monde, débutant le 1er janvier 1965 au Grand Prix d'Afrique du Sud à bord d'une Brabham F2 propulsée par un moteur Ford Cosworth 1 500 cm3. Il ne marque aucun point au championnat du monde des pilotes.
Il est l'un des deux pilotes de Formule 1, avec l'italien Alberto Ascari, à avoir plongé avec sa voiture dans le port de Monaco pendant un Grand Prix, celui de Monaco 1965 à la suite d'un tête à queue dans la chicane au 79e tour sur les 100 à parcourir. Il en sort indemne.
Paul Hawkins se tue à bord d'une Lola T70GT, victime d'un accident suivi d'un incendie, lors du Tourist Trophy de 1969 sur le circuit d'Oulton Park en Angleterre.

## Résultats en championnat du monde de Formule 1
| Saison | Écurie                                          | Châssis               | Moteur                    | Pneus  | GP disputés | Points inscrits | Classement |
| ------ | ----------------------------------------------- | --------------------- | ------------------------- | ------ | ----------- | --------------- | ---------- |
| 1965   | John Willment Automobiles DW Racing Entreprises | Brabham BT10 Lotus 33 | Ford 4 en ligne Climax V8 | Dunlop | 1 2         | 0               | n.c.       |

## Résultats aux 24 heures du Mans
| Année | Ecurie                              | Châssis                      | Moteur               | Classement |
| ----- | ----------------------------------- | ---------------------------- | -------------------- | ---------- |
| 1961  | Donald Healey Motor Ltd             | Austin Healey Sprite Sebring | BMC 1.0 l 4 en ligne | Abandon    |
| 1965  | Donald Healey Motor Ltd             | Austin Healey Sprite Sebring | BMC 1.3 l 4 en ligne | 12e        |
| 1966  | Holman and Moody Inc.               | Ford GT40 Mk.II              | Ford 7 l V8          | Abandon    |
| 1967  | Ford Division of Ford Motor Company | Ford GT40 Mk.IIB             | Ford 7 l V8          | Abandon    |
| 1968  | John Wyer Automotive Engineering    | Ford GT40                    | Ford 5 l V8          | Abandon    |